# Гримучник техаський
Гримучник техаський (Crotalus atrox) — отруйна змія з роду справжніх гримучників родини гадюкові.

## Опис
Загальна довжина досягає 1,7—2,5 м. Вага 0,5—7 кг. Голова широка, тулуб стрункий, товстий. Очі великі, зіниці вертикальні. Отруйні зуби довгі, порожнисті усередині, під час укусу виконують функцію голок — по них отрута вводиться в тіло жертви. За головними отруйними зубами знаходяться другорядні, які пускаються в хід у разі пошкодження передніх. Брязкальце на кінці хвоста змії складається з 14 і більше сегментів старої ороговілої шкіри. Рогові чохлики сполучені між собою подібно до ланок ланцюжка. Перше кільце брязкальця міцно з'єднується з тілом. Брязкальця дорослих змій складаються з постійної кількості елементів, оскільки найстаріші ланки відламуються, і щойно тоді наростають нові. За допомогою брязкальця змія відвертає увагу і відлякує ворога.
Забарвлення сірувато-буре з темними ромбічними плямами, розділені білими смужками. Хвіст світлий, з чорними поперечними лініями.

## Спосіб життя
Полюбляє скелясті ущелини, схили, рівнини, пустелі, напівпустелі, піщані місцини, сосново-дубові ліси. Активний вночі. У холодну пору активним стає вдень, зігрівшись у променях сонця. Влітку, коли денна температура підіймається дуже високо, гримучник веде нічний спосіб життя, частину дня відпочиваючи в підземній норі, розташованій серед скель. Харчується дрібними теплокровними тваринами та птахами, молоді особини полюють на жаб і ящірок.
Це яйцеживородна змія. Статева зрілість настає у 3—6 років. Парування відбувається навесні — у квітні—травні. Саме парування триває від 1 до 24 годин. Через 3—4 місяці самиця народжує від 4 до 20 дитинчат.

## Отруйність
Отрута досить потужна, має гемотоксичну, цитотоксичну та міотоксичну властивості. Укус є небезпечним для людини, оскільки може викликати серйозні наслідки й нерідко призводить до смерті. Водночас це спокійна тварина, яка ніколи не кусає того, хто своїми розмірами набагато перевищує її, якщо, звичайно, вона не буде спровокована.
Отруту використовують у медицині. В середньому від одного гримучника отримують до 280 мг отрути (в сухій вазі) при першому взятті. Максимальна кількість отрути, отримана від однієї особини, — 1140 мг.

## Розповсюдження
Мешкає на південному сході Канади, півдні та заході США, півночі Мексики.